# Kongres Nepalski
Kongres Nepalski (नेपाली कांग्रेस) – socjaldemokratyczna partia polityczna założona w 1947 roku w Nepalu.
Młodzieżówką partii jest Nepal Tarun Dal. Partia należy do Międzynarodówki Socjalistycznej.
W wyborach parlamentarnych w 1999 roku partia uzyskała 3 214 786 głosów (37,17%, 111 mandatów).